# Корытное (Черновицкая область)
Коры́тное (укр. Кори́тне) — село в Баниловской сельской общине Вижницкого района Черновицкой области Украины.
Население по переписи 2001 года составляло 2452 человека. Почтовый индекс — 59223. Телефонный код — 3730. Код КОАТУУ — 7320583501.

## История
В 1946 г. Указом ПВС УССР село Вилавче переименовано в Корытное.

## Известные жители
5 ноября 1944 в селе родился Митрополит Киевский и всея Украины Онуфрий (Березовский).